# شنبه های اعتراضی واشنگتن دی سی

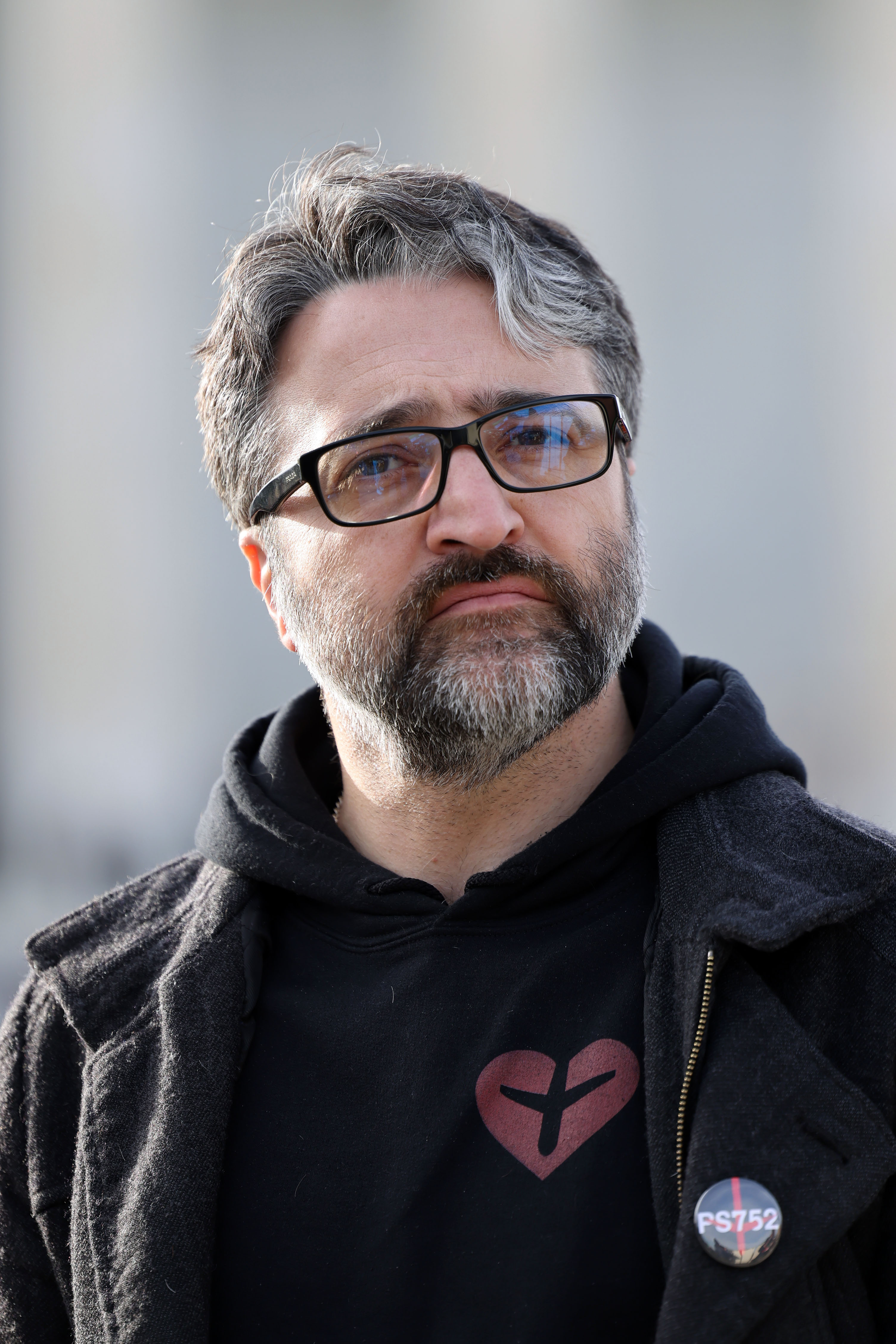
حامد اسماعیلیون در تظاهرات علیه جمهوری اسلامی (۱۱ فوریه ۲۰۲۲ - واشنگتن دی سی)

شنبه‌های اعتراضی واشنگتن به راهپیمایی‌های هفتگی در پایتخت آمریکا، شهر واشنگتن دی‌سی، اطلاق ‌می‌شود. این تظاهرات‌ها پس از شروع خیزش ۱۴۰۱ در واکنش به کشته شدن مهسا امینی به دست نیروهای انتظامی در واشنگتن دی‌سی آغاز شد و تا کنون بیش از ۱۸ هفته ادامه داشته است.

## تاریخچه
پس از قتل مهسا امینی، انجمن همبستگی ملی ایرانیان (NSG Iran) نخستين تظاهرات اعتراضی را در تاريخ ۲۴ سپتامبر (۲ مهر) سال ۲۰۲۲ در ميدان فاراگوت برگزار کرد. در این برنامه فرامرز اصلانی، فریدون فرح اندوز، مهرانگیز کار، و امیرحسین گنج‌بخش سخنرانی کردند.

#### گردهمایی دوم
دومین گردهمایی در روز شنبه یکم اکتبر (۹ مهر)‌ در میدان فاراگوت برگزار شد. در این برنامه رعنا منصور ترانه‌ی «من یک زنم» را اجرا کرد.
گردهمایی سوم
سومین گردهمایی در روز شنبه ۸ اکتبر (۱۷ مهر) در ميدان فاراگوت برگزار شد. شرکت کنندگان در این برنامه در کنار بنای یادبود جرج واشنگتن زنجیر‌ه‌ی انسانی تشکیل دادند. خانم مهرانگیز کار به عنوان سخنران در این برنامه حضور داشتند.

#### گردهمایی چهارم
چهارمین گردهمایی در روز شنبه ۱۵ اکتبر (۲۴ مهر) در پارک استنتون برگزار شد. مهمانان این برنامه نزار زکا، ماندانا خضرایی و نازنین بنیادی بودند. در این برنامه ماندانا خضرایی ترانه‌ی مرغ سحر را اجرا کرد.

#### گردهمایی پنجم
این گردهمایی که بزرگترین گردهمایی ایرانیان آمریکا و کانادا در حمایت از مردم ایران پس از قتل مهسا امینی بود در تاریخ ۲۲ اکتبر (۱ آبان) در پاسخ به فراخوان حامد اسماعیلیون و انجمن پرواز 752 برای برگزاری تجمع در خارج از ایران برگزار شد. مهمانان این برنامه گل آذین و زیبا شیرازی بودند. تخمین‌ها حاکی از این است که تعداد شرکت کنندگان در این برنامه بیش از ۳۱ هزار نفر بوده‌اند.

#### گردهمایی ششم
ششمین گردهمایی ایرانیان ساکن واشنگتن دی‌سی در ۲۹ اکتبر (۸ آبان) در هماهنگی با فراخوان انجمن پرواز در میدان فاراگوت برگزار شد. مهمانان این برنامه ماندانا خضرایی، فرامرز اصلانی، و فریدون فرح اندوز بودند. شرکت کنندگان در این برنامه در همراهی با معترضان داخل ایران زنجیره‌ی انسانی تشکیل دادند.

#### گردهمایی هفتم
هفتمین گردهمایی در روز شنبه ۵ نوامبر (۱۵ آبان) در جرج‌تاون واترفرانت برگزار شد. مهمان این برنامه چلسی هارت (کمدین آمریکایی) بود.

#### گردهمایی هشتم
هشتمین گردهمایی در روز شنبه ۱۲ نوامبر (۲۲ آبان) در میدان تامس برگزار شد. در این برنامه شرکت کنندگان با در دست داشتن پلاکاردهایی که روی آن‌ها نوشته شده بود «روابط دیپلماتیک با ایران را قطع کنید» به ۴۰ سفارتخانه رفتند.

#### گردهمایی نهم
نهمین گردهمایی همزمان با فراخوان سراسری انجمن پرواز ۷۵۲ در شنبه ۱۹ نوامبر (۲۹ آبان) در میدان فاراگوت برگزار شد. در این برنامه شاهین نجفی و سپیده معافی مهمان‌های برنامه بودند.

#### گردهمایی دهم
دهمین گردهمایی روز شنبه ۲۶ نوامبر (۵ آذر) در میدان آزادی (فریدم پلازا) در برابر ساختمان شهرداری و شورای شهر واشنگتن دی‌سی برگزار شد. مهمانان این برنامه بهفر بهادران، گلاره شیبانی، و حامد نیک‌پی بودند.

#### گردهمایی یازدهم
یازدهمین گردهمایی در روز شنبه ۳ دسامبر (۱۲ آذر) در میدان لافایت برگزار شد. در این برنامه احسان کرمی، ماهی مختاری (خواهر محمد مختاری از جانباختگان اعتراضات سال ۸۸) مهمانان برنامه بودند.

#### گردهمایی دوازدهم
دوازدهمین گردهمایی در روز شنبه ۱۰ دسامبر (۱۹ آذر) در میدان‌ آزادی (فریدم پلازا) برگزار شد. مهمانان این برنامه شبنم طلوعی، ماندانا خضرایی، امیر عرب بودند.

#### گردهمایی سیزدهم
سیزدهمین گردهمایی در روز شنبه ۱۷ دسامبر (۲۶ آذر) در بنای یادبود مارتین لوترکینگ برگزار شد. در این برنامه مهرانگیز کار و دکتر علی عرب مهمانان برنامه بودند. علاوه بر آن، مازیار فلاحی، شهیار قنبری، و پرستو صالحی نیز پیام‌های ویدیویی در همراهی و حمایت از این گردهمایی فرستادند.

#### گردهمایی چهاردهم
چهاردهمین گردهمایی استثنائا در روز یکشنبه ۸ ژانویه (۱۸ دی) در کنار بنای یادبود لینکلن برگزار شد. مهمانان این برنامه ابی، نیکول انصاری کاکس، آرین موبد، تارا گرامی، و نازنین نور بودند.

#### گردهمایی پانزدهم
پانزدهمین گردهمایی در روز شنبه ۱۴ ژانویه (۲۴ دی) در میدان آزادی (فریدم پلازا) برگزار شد. در این برنامه مسیح علینژاد و شیرین نشاط مهمانان برنامه بودند. برایان کاکس و گوگوش هم پیام‌های ویدیویی در حمایت از این گردهمایی فرستادند.

#### گردهمایی شانزدهم
شانزدهمین گردهمایی در روز شنبه ۲۱ ژانویه ( ا بهمن) در میدان فاراگوت برگزار شد. بابک امینی مهمان این برنامه بود. در این برنامه جمعی از اوکراینی‌های ساکن واشنگتن نیز شرکت داشتند.

#### گردهمایی هفدهم
هفدمین گردهمایی در روز شنبه ۲۸ ژانویه (۸ بهمن) در میدان آزادی (فریدم پلازا) برگزار شد. مهمانان این برنامه سارا سید و برزو ارجمند بودند.

گردهمایی هجدهم
هجدهمین گردهمایی در روز شنبه ۴ فوریه (۱۵ بهمن) در میدان آزادی (فریدم پلازا) برگزار شد. مهمانان این برنامه هماسرشار و سامان (یکی از معترضانی که در تظاهرات به خاطر شلیک مستقیم گلوله یکی از چشم هایش از دست داد) بودند. شرکت کنندگان در این راهپیمایی پس از پایان گردهمایی و سخنرانی ها در اعتراض به سیاست های رابرت مالی (نماینده ويژه دولت آمریکا در امور ایران) به سمت وزارت خارجه و دفتر او رفتند.  رابرت مالی سه ماه بعد از سمتش برکنار شد و به مرخصی اجباری بدون حقوق فرستاده شد.

گردهمایی نوزدهم
نوزدهمین گردهمایی در روز شنبه ۱۱ فوریه مصادف با ۲۲ بهمن سالگرد تاسیس رژیم جمهوری اسلامی برگزار شد. با توجه به اهمیت این روز مهمانان زیادی در این گردهمایی شرکت و سخنرانی کردند. این مهمانان عبارت بودند از مرحوم فرامرز اصلانی، گوگوش، شهره آغداشلو، مسیح علینژاد، نازنین بنیادی، حامد اسماعیلیون، شاهین نجفی، امیرحسین گنج بخش، سردار پاشایی و چلسی هارت (کمدین آمریکایی بریتانیایی). این برنامه در بنای یادبود لینکلن آغاز شد و پس از آن معترضان به سمت کاخ سفید و ساختمان کنگره رفتند.

گردهمایی بیستم
بیستمین گردهمایی در روز شنبه ۱۸ فوریه (۲۹ بهمن) در میدان واشنگتن برگزار شد. مهمان این برنامه مژگان شجریان بود. معترضان پس از گردهمایی به سمت ساختمان اتحادیه اروپا و دفتر حفاظت منافع جمهوری اسلامی رفتند.

گردهمایی بیست و یکم
بیست و یکمین گردهمایی در روز شنبه ۲۵ فوریه در سال سرپوشیده لورفینک در دانشگاه جرج تاون به صورت تریبون آزاد برگزار شد. در پایان این برنامه مناظره ای دوستانه بین دکتر امیرحسین گنج بخش و احمد مظاهری درباره‌ی نظام سیاسی آینده‌ی ایران برگزار شد.
گردهمایی بیست و دوم
بیست و دومین گردهمایی در روز شنبه ۴ مارس در برابر دفتر رابرت مالی برگزار شد. معترضان در این برنامه زنجیره‌ای انسانی در برابر دفتر رابرت مالی تشکیل دادند و خواستار برکناری او شدند. بعضی از تجمع‌کنندگان با اجرای یک پرفورمنس، جمله اخراجش کنید را به زبان انگلیسی به تصویر کشیدند.
گردهمایی بیست و سوم
بیست و سومین گردهمایی در شنبه یازدهم مارس در  میدان آزادی (فریدم پلازا) با پیام حمایت از زنان برگزار شد. مهمانان این برنامه جولیا هارت، لادن بازرگان، شالی زمردی و علیرضا آخوندی، غزاله شارمهد و شهره بیات بودند.
گردهمایی بیست و چهارم
بیست و چهارمین گردهمایی به منظور یادمان جانباختگان و لحظه آغاز نوروز باستانی ۱۴۰۲ در نشنال مال از شنبه ۱۸ مارس تا دوشبنه ۲۰ مارس برگزار شد. در این برنامه همچنین نمایشگاهی از آثار هنری و فرهنگی و پرفورمنس‌هایی مرتبط با انقلاب مهسا برگزار و اجرا شد. سفره‌ هفت‌سینی تا لحظه تحویل سال نو برپا  گردید. مهمان ويژه‌ی این برنامه آقای فرامرز اصلانی بود که پس از آغاز سال نو برای شرکت کنندگان سخنرانی کردند.
گردهمایی بیست و پنجم
بیست و پنجمین گردهمایی در روز یکشنبه بیست و ششم مارس در سالن ICC در دانشگاه جورج‌تاون برگزار شد. مهمانان این برنامه فرامرز اصلانی، بیتا ملکوتی، بهفر بهادران، مهران امینیان، ارژنگ کرمی و امیر عرب بودند. تارا گرامی و گل آذین نیز پیام های ویدیویی فرستادند.
گردهمایی بیست و ششم
بیست و ششمین گردهمایی در روز شنبه یکم آوریل همزمان با ۱۲ فروردین برگزار شد. در این برنامه معترضا به سمت دفتر حافظ منافع جمهوری اسلامی رفتند و در آنجا رای‌گیری نمادینی در سالگرد رفراندوم جمهوری اسلامی انجام دادند. مهمان این برنامه آرام حسامی بود. رعنا منصور و ماز جبرانی نیز پیام های ویدیویی فرستادند.
گردهمایی بیست و هفتم
بیست و هفتمین گردهمایی در روز شنبه پانزدهیم آوریل در برابر دفتر حفاظت منافع جموری اسلامی برگزار شد. این تجمع در اعتراض به حملات شیمیایی به مدارس در ایران بود.
گردهمایی بیست و هشتم
هفته ی بیست و هشتم برنامه‌ی شنبه های اعتراضی در روز شنبه ۲۲ آوریل به افتتاح اثری نمایشی اختصاص داشت که به مدت یک هفته و بصورت ۲۴ساعته ویترین مغازه‌ای بزرگ در منطقه پرتردد چوی‌چیس در ایالت مریلند را به نمایش عکسهایی از تظاهرکنندگان منطقه واشنگتن‌دی‌سی برای انقلاب زن‌، زندگی و آزادی می پرداخت.

گردهمایی بیست و نهم
در هفته ی بیست و نهم در روز شنبه ۲۹ آوریل تعدادی از ایرانی‌های مقیم واشنگتن، شنبه برای حمایت از سامان یاسین، رپر کرمانشاهی زندانی، در برابر بنای یادبود آبراهام لینکلن تجمع کردند و شعارهایی در همبستگی با او و در اعتراض به حکومت جمهوری اسلامی سر دادند.

گردهمایی سی‌ام
سی‌امین گردهمایی در روز شنبه ۱۳ ماه می در همراهی با کارزاری سراسری برای آزادی توماج صالحی برگزار شد.

گردهمایی سی و یکم
سی و یکمین گردهمایی این بار استثنائا در روز سه شنبه ۱۶ ماه می در مقابل کنگره برگزار شد. در این برنامه علیرضا آخوندی و لوید دگت نماینده‌ی حوزه‌ی انتخابیه تگزاس در مجلس نمایندگان آمریکا مهمانان برنامه بودند.
گردهمایی سی و دوم
سی و دومین گردهمایی همزمان با فراخوان سراسری انجمن پرواز ۷۵۲ برای اعتراض به اعدام‌ها در روز شنبه بیستم ماه می در میدان واشنگتن برگزار شد. مهمانان این برنامه پرویز صیاد، دریا صفایی و لادن برومند بودند.

گردهمایی سی و سوم
سی و سومین گردهمایی در روز شنبه در مقابل ساختمان وزارت امور خارجه آمریکا برگزار شد و در این گردهمایی تعدادی از ایرانیان مخالفت خود ر ابا احتمال آزادسازی پول های بلوکه شده ایران در کره جنوبی ابراز داشتند. این تجمع تا دو هفته ی بعد ادامه پیدا کرد.
گردهمایی سی و چهارم
سی‌وهشتمین شنبه اعتراضی در واشینگتن‌دی‌سی که همراه با سالروز تولد کیان پیرفلک کودک کشته شده از سوی جمهوری‌اسلامی بود در تاریخ شنبه دهم ژوئن برگزار شد. مهمان این برنامه پیمان سلیمی بود.

## برنامه‌های هنری اعتراضی
ایرانیان منطقه‌ی واشنگتن دی‌سی، مریلند و ویرجینیا در روزهای پایانی سال ۲۰۲۲ دو برنامه‌ی اعتراضی در ویرجینیا و مریلند برگزار کردند. نخستین برنامه در روز جمعه ۲۳ دسامبر در شهر رستون ویرجینیا برگزار شد.  دومين برنامه‌ی هنری اعتراضی در روز شنبه ۳۱ دسامبر در شهر راکویل برگزار شد.